# Даулатпур-Сатурия (смерч)
Смерч Даулатпур-Сатурия — чрезвычайно опасный смерч, который возник в округе Маникгандж, Бангладеш 26 апреля 1989 года. Это самый разрушительный и смертоносный смерч в истории Бангладеш. Существует большая неопределённость относительно числа погибших, но оценки показывают, что погибло около 1300 человек, что позволяет считать его самым смертоносным смерчем за всю письменную историю человечества. Наибольший ущерб был нанесён городам Даулатпур и Сатурия. Направление движения было на восток, через Даулатпур к северо-востоку и к концу пути смерч вошёл в Сатурию. До возникновения смерча в течение шести месяцев район страдал от засухи — фактора, который, как полагают, был главной причиной формирования этого смерча.
Смерчи в Бангладеш происходят очень часто, по их количеству страна уступает только США и Канаде. В Бангладеш происходили и другие смертельные смерчи.

## Ущерб
Ущерб был обширным по площади, так как множество деревьев были вырваны с корнем, на площади шести квадратных километров были повреждены, полностью разрушены или подняты в воздух все здания. В статье газеты «The Bangladesh Observer» было отмечено, что «опустошение было настолько полным, что за исключением некоторых столбов от деревьев, не было никаких признаков инфраструктуры». Воронка смерча, по оценкам, имела 1,5 км в ширину при скорости ветра от 181 до 350 км/ч, и прошла путь около 80 км через бедные районы и трущобы Бангладеш. В результате смерча 12 000 человек получили ранения и около 80 000 остались без крова.
В ширину смерч был максимум 2,5 км, но значительную часть времени жизни ширина вихря составляла 1,5 км. Ущерб от смерча оценивается в полтора миллиона долларов США.

## Реакция в мире
Самая быстрая реакция на катастрофу поступила от стран, имеющих тесные отношения с Бангладеш: это Соединённые Штаты Америки, Китай, Индия и Нидерланды.